# Fito & Fitipaldis
Fito & Fitipaldis (o Fito y los Fitipaldis) és un grup espanyol creat el 1998 per Fito Cabrales amb la intenció de publicar cançons que no eren de l'estil de la seva altra banda, Platero y Tú. El tipus de música és molt variat, des del rock passant pel blues, el soul o el swing. Les lletres solen parlar d'històries personals.

## Història
El projecte arrenca amb la publicació l'any 1998 d'A puerta cerrada, un disc del qual se n'editaren 10.000 còpies i que en l'actualitat ha venut més de 40.000. Tota una sorpresa, i més quan els Fitipaldis pretenien ser una banda sense més pretensions que donar sortida a totes aquelles cançons secundàries de Fito.
Los sueños locos, el 2001, segueix el patró d'A puerta cerrada, amb 10 cançons en les que es barregen estils molt diferents: soul, blues, swing, flamenc, tex-mex... Inclouen un clàssic del rock espanyol: Mientras tanto, cançó dels Leño, enregistrada pel mateix Rosendo Mercado. L'altra versió és Para toda la vida, popularitzada per Flaco Jiménez, i adaptada per Sara Iñiguez i Carlos Tarque, de M-Clan, als cors. Tancant el capítol de col·laboracions, destaca la presència de Robe Iniesta, d'Extremoduro, a Ni negro ni blanco, la cançó més rockanrolera del disc.
El tercer disc d'estudi, Lo más lejos a tu lado s'edità el 2003. Incloïa 12 temes i el primer single, La casa por el tejado, es convertí en tot un èxit. També destacaven títols com Un buen castigo, Feo o Whisky barato, més una versió d'un vell tema de Los Rebeldes, Estrella del rock'n'roll. El disc fou enregistrat a l'estudi d'Iñaki Uoho Antón, ex-component de los Platero y tú, i superà el Disc de Platí.
L'11 de setembre de 2006 sortí el seu darrer disc, batejat Por la boca vive el pez, enregistrat a l'estudi Musiclan de Girona amb el productor Joe Blaney. Aquest treball aconseguí ser número 1 a la lista de vendes de l'AFYVE (disc de platí, amb més de 100.000 còpies venudes, en menys de dues setmanes). A més, Fito & Fitipaldis es convertí en la primera banda de la història en col·locar tota la seva discografia d'estudi entre els 100 discs més venuts a España. Por la boca vive el pez rebé un disc de platí per les més de 240.000 còpies distribuïdes.
L'octubre de 2007 el grup rep un Disc de Diamant per vendre més d'un milió de discos. L'any 2009 publiquen el seu cinquè àlbum, Antes de que cuente diez, disc que es converteix en disc d'or a la setmana de sortir a la llum.

## Components
- Adolfo "Fito" Cabrales: Veu principal, guitarra elèctrica i acústica i líder.
- Carlos Raya: Guitarra elèctrica, slide i pedal steel i cors.
- Javier Alzola: Saxòfon.
- Daniel Griffin: Bateria.
- Alejandro Boli Climent: Baix i cors.
- Joserra Semperena: Hammond i piano.

### Excomponents
Membres del grupo durant el període 2001-2005:
- José Alberto Batiz: Guitarra.
- Roberto Caballero: Baix.
- Irazoki: Bateria.
- Chema "Animal":Bateria.
- José Ignacio Cantera: Bateria.

Membres del grup durante el període 1998-2001:
- Txus Alday: Guitarra.
- Miguel Colino: Baix.
- Polako: Bateria.
- Arturo: Percussió.
- Mario Larrinaga: piano.

## Discografia
- A puerta cerrada (1998)
- Los sueños locos (2001)
- Lo más lejos a tu lado (2003)
- Vivo... para contarlo (2004)
- Por la boca vive el pez (2006)
- Antes de que cuente diez (2009)
- Huyendo conmigo de mí (2014)

## Llibres
Cultura de bar, Conversaciones con Fito Cabrales, de Darío Vico. Saragossa : Zona de Obras, 2004. 125 p.; ISBN 84-8048-634-1.